# دان روندفيلد
دان روندفيلد (بالإنجليزية: Dan Roundfield)‏ مواليد 26 مايو 1953 في ديترويت - الوفاة 06 أغسطس 2012، كان لاعب كرة سلة أمريكي. بدأ مسيرته الاحترافية في سنة 1975. تم اختياره من قبل فريق كليفلاند كافالييرز خلال الدرافت. بلغ طوله 6 قدم 8 بوصة (2.0 م). اعتزل اللعب في 1988. شارك 3 مرات في مباراة كل النجوم.

## المسيرة الاحترافية
لعب مع إنديانا بايسرز في سنة 1978، ثم لعب مع أتلانتا هوكس من سنة 1978 إلى 1984، ثم لعب مع ديترويت بيستونز في موسم 1984–1985، ثم لعب مع واشنطن ويزاردز من سنة 1985 إلى 1987.

## روابط خارجية
- دان روندفيلد على موقع إن بي أي (الإنجليزية)
- دان روندفيلد على موقع سبورتس رفرنس (الإنجليزية)
- دان روندفيلد على موقع كلية كرة السلة في سبورتس رفرنس.كوم (الإنجليزية)
- دان روندفيلد على موقع ريلجم (الإنجليزية)
- دان روندفيلد على موقع بروبوليرز (الإنجليزية)